# Heinrich Ammersbach
Heinrich Ammersbach (* 17. Oktober 1632 in Halberstadt; † 17. Juli 1691 ebenda) war ein evangelischer Pfarrer und Schriftsteller.
Nach dem Studium in Wittenberg und Jena wurde Ammersbach 1658 Pfarrer an St. Peter und Paul in seiner Heimatstadt. Als Anhänger Johann Arndts, Christian Hoburgs, des mystischen Spiritualismus und des Chiliasmus veröffentlichte er seit 1663, auch unter den Pseudonymen Heinrich Hansen und Christian Warner, etliche polemische Schriften gegen die lutherische Orthodoxie und ein verweltlichtes Christentum. Dies rief wiederum Entgegnungen von Amtskollegen und eine förmliche Verurteilung durch das Ministerium Tripolitanum der Reichsstädte Hamburg, Lübeck und Lüneburg hervor. Ammersbach versuchte erfolglos, Philipp Jacob Spener auf seine Seite zu ziehen, blieb aber dank des Schutzes des brandenburgischen Kurfürsten Friedrich Wilhelm unangefochten in seiner Pfarrstelle.
Ammersbach war zweimal verheiratet. Von den Kindern aus der ersten Ehe mit Anna Elisabeth Vieleitz erreichte keins das Erwachsenenalter. Die 1682 geschlossene zweite Ehe mit Catharina Elisabeth von Sommerlatten blieb kinderlos.

## Schriften (Auswahl)
- Klage-Schrifften uber die anti-christische phariseische Greuel, so heutigs Tags hin und wieder in der werthen Christenheit in vollem gang und Schwang … 1664.
- Neuer Abgott/ Alter Teuffel/ oder Fliegender Brieff: Nach welchem heutigs Tags/ wie vorzeiten bey dem Jüdischen Volck/ alle Diebe und Meineidige fromm gesprochen werden/ Darauff die rohen Welt-Kinder gantz freventlich ohne rew und schew in Sünden verharren und nicht einmahl erkennen/ in was für Elend und Blindheit sie leben. 1665
- Bedencken von den beyden grossen Anti-Christen, Pabst und Türcken : darinnen beschrieben wird, was an und bey des Pabsts und Türcken Wesen und Thun zu beobachten … item, wie deßwegen eines und das ander in H. Schrifft zu verstehen … 1665.
- Geheimnis der letzten Zeiten. Betreffend die Sprüche … Joel 3. Apoc. 20. Zach. 14. … darinn von sonderbahrer Leuterung … der übrigen Frommen, wie auch von Offenbahrungen … dieser letzen Zeiten, … gehandelt wird … 1665.
- Philosophischer Sauff-Mantel/ Darinn sich der Wollüstige Sauff-Teuffel verkappet und verkleidet/ Daß Ihn die rohen und sichern Weltkinder in seiner heßlichen und greßlichen Mord-Gestalt nicht alsbald erkennen und scheuen/ sondern für einen Engel des Liechts halten und anbethen … 1669.
- Cathedra Mosis: Das ist Mosis Stuel auff welchen die Pharisäer und Schrifftgelehrten sitzen. Die nach ihrer eingebildeten Sohn Weißheit für andern Orthodoxi rechtgläubige Lehrer seyn wollen, und doch … die reine Lehre Christi für e. irrige Ketzer- und Schwermer-Lehre zur ungebühr ausschreyen … 1671.
- Quedlinburgisches Kreis-Tags-Memorial. 1673
- Apologia oder Ehren-Rettung Der beyden getreuen Lehrer/ Stephani Praetorii und Mart. Statii, Wider die so genannte Christliche Warnung Georg. Conradi Dilfelds. 1677.
- Kurze Erörterung Einer Academischen so genanten Christlichen wolgegründeten Censur über Christian Hoburgs Postillam Evangeliorum Mysticam. 1677.
- Summa Summarum/ (Luth. Kirch. Postill Epist. 4. Advent p. 44. ult.) Theologia Brevissima Et Longissima (Luth. Tom. 5. Witt. Lat. p. 416. a. . Commendat) Haupt-Summ Der gantzen Christlichen Lehre … 1678.
- Rettung der reinen Lehre Dd. Lutheri, Meisneri, Speneri, und andrer, welche lehren: daß aus einem Christen und Christo gleich als eine Person wärde, daher ein gläubiger Christ wol sagen könne: Ich bin Christus … [1678].
- Chur-Brandenburgische/ Märckische/ Magdeburgische und Halberstädtsche Chronica : Darinn auch beiläuffig von vielen andern/ sonderlich angrentzenden Herrschaften gehandelt. 1682.